# Programa de Recompensas para Narcóticos
O Narcotics Rewards Program é um programa do Departamento de Estado dos Estados Unidos que oferece recompensas de até US $ 5 milhões por informações que levem à prisão ou condenação de grandes traficantes internacionais de narcóticos que enviam drogas para os Estados Unidos. Foi criado pelo Congresso em 1986, e em 2011 pagou mais de US $ 62 milhões.
O Gabinete do Departamento de Estado para Assuntos Internacionais de Narcóticos e Polícia (INL) gerencia o programa em estreita coordenação com o Departamento de Justiça, Departamento de Segurança Interna, Imigração e Fiscalização Aduaneira (ICE), Administração de Fiscalização de Drogas (DEA), Federal Bureau Investigação (FBI) e outras agências americanas interessadas.
As propostas de pagamento de recompensas são enviadas ao Departamento de Estado pelo chefe de missão de uma embaixada dos EUA a pedido de uma agência de aplicação da lei dos EUA. As propostas de recompensa são cuidadosamente revisadas por um comitê interinstitucional, que faz uma recomendação de pagamento de recompensa ao Secretário de Estado. Somente o Secretário de Estado tem autoridade para determinar se uma recompensa deve ser paga e, nos casos em que há jurisdição criminal federal, o Secretário deve obter a concordância do Procurador-Geral. Normalmente, leva mais de um ano para o Departamento de Estado pagar uma recompensa, embora haja casos relatados como a captura de Diego Leon Montoya Sanchez demorando mais de oito anos sem pagamento pela recompensa oferecida por sua captura, os pôsteres de recompensas oferecem uma recompensa "até" US $ 5 milhões; as pessoas interessadas em uma recompensa devem saber que a frase citada foi interpretado para incluir zero como seu limite inferior. Ver aplicação de Michel, 470 F2d 638 '640 (CCPA 1972); Arness v. Franks, 138 F2d 213, 216 (CCPA 1943); veja também Serviço público comum de Md. v. City of Annapolis, 526 A.2d 975, 981 (Md Ct Spec App 1987) ("a declaração de um máximo não implica a existência de um mínimo") também que qualquer agente federal está autorizado a prometer que a recompensa será paga, apenas o procurador-geral pode garantir o pagamento.
No exterior, os indivíduos que desejam fornecer informações sobre os principais traficantes de narcóticos podem entrar em contato com a embaixada ou consulado dos EUA mais próximo. Nos EUA, os indivíduos devem entrar em contato diretamente com o DEA, FBI ou ICE. O governo dos EUA garantirá confidencialidade às pessoas que fornecerem informações sobre os principais traficantes de narcóticos e, se apropriado, realocará essas pessoas e suas famílias.

Em fevereiro de 2014, o jornal The Guardian informou que alguns informantes não receberam as recompensas oferecidas.